# Drip Too Hard
Drip Too Hard è un singolo dei rapper statunitensi Lil Baby e Gunna, pubblicato il 12 settembre 2018 come primo estratto dal mixtape collaborativo Drip Harder.
È stato candidato ai Grammy Awards 2020 nella categoria di miglior interpretazione rap cantata.

## Video musicale
Il video musicale, diretto da Spike Jordan, è stato reso disponibile il 5 ottobre 2018.

## Tracce
Testi e musiche di Dominique Jones, Sergio Kitchens e Chandler Durham.
1. Drip Too Hard – 2:25

## Formazione
Musicisti
- Lil Baby – voce
- Gunna – voce

Produzione
- Turbo – produzione, ingegneria del suono
- Colin Leonard – mastering
- Fabian Marasciullo – missaggio
- McCoy Socalgargoyle – assistenza al missaggio

## Classifiche

### Classifiche settimanali
| Classifica (2018-19) | Posizione massima |
| -------------------- | ----------------- |
| Belgio (Fiandre)     | 71                |
| Canada               | 10                |
| Grecia               | 27                |
| Irlanda              | 50                |
| Lettonia             | 46                |
| Lituania             | 47                |
| Portogallo           | 53                |
| Regno Unito          | 28                |
| Stati Uniti          | 4                 |
| Svezia               | 87                |
| Svizzera             | 87                |

### Classifiche di fine anno
| Classifica (2019) | Posizione |
| ----------------- | --------- |
| Canada            | 60        |
| Stati Uniti       | 26        |